# Simone Greiner-Petter-Memm
Simone Greiner-Petter-Memm (ur. 15 września 1967 w Jenie) – niemiecka biathlonistka i biegaczka narciarska reprezentująca również barwy NRD, srebrna medalistka igrzysk olimpijskich i wielokrotna medalistka mistrzostw świata.

## Kariera
Karierę sportową zaczęła od biegów narciarskich. Pierwsze sukcesy w karierze osiągnęła w 1987 roku, kiedy na mistrzostwach świata juniorów w Asiago zdobyła srebrne medale w sztafecie i biegu na 15 km techniką dowolną. W tym samym roku wzięła też udział w mistrzostwach świata w Oberstdorfie, gdzie wraz z koleżankami z reprezentacji NRD była czwarta w sztafecie, a w biegu na 20 km stylem dowolnym była piętnasta. Na rozgrywanych rok później igrzyskach olimpijskich w Calgary zajęła 21. miejsce w biegu na 10 km techniką klasyczną, 15. miejsce na dystansie 15 km stylem dowolnym oraz piąte w sztafecie.
W Pucharze Świata w biegach narciarskich zadebiutowała 20 lutego 1987 roku w Oberstdorfie, zajmując 15. miejsce w biegu na 20 km stylem dowolnym. Tym samym już w debiucie zdobyła pierwsze punkty. Na podium zawodów tego cyklu pierwszy raz stanęła 13 grudnia 1987 roku w Clusaz, kończąc bieg na 5 km stylem dowolnym na trzeciej pozycji. Wyprzedziły ją tam tylko Norweżka Marianne Dahlmo i Jaana Savolainen z Finlandii. W kolejnych startach jeszcze jeden raz stanęła na podium: 15 stycznia 1988 roku w Toblach wygrała bieg na 20 km stylem dowolnym. Najlepsze wyniki osiągnęła w sezonie 1987/1988, kiedy była ósma w klasyfikacji generalnej.
Od 1992 roku startowała w biathlonie. W Pucharze Świata w biathlonie pierwszy raz pojawiła się 17 grudnia 1992 roku w Pokljuce, zajmując 47. miejsce w biegu indywidualnym. Pierwsze punkty wywalczyła 15 stycznia 1993 roku w Val Ridanna, gdzie zajęła dziesiąte miejsce w tej samej konkurencji. Pierwszy raz na podium zawodów pucharowych stanęła 9 grudnia 1993 roku w Bad Gastein, kończąc rywalizację w biegu indywidualnym na trzeciej pozycji. Wyprzedziły ją jedynie Włoszka Nathalie Santer i Nadija Biełowa z Ukrainy. W kolejnych startach jeszcze 13 razy stawała na podium, odnosząc 4 zwycięstwa: 16 grudnia 1994 roku w Bad Gastein wygrała sprint, 14 marca 1995 roku w Hochfilzen wygrała bieg indywidualny, 1 grudnia 1996 roku w Lillehammer wygrała bieg pościgowy, a 19 grudnia 1998 roku w Osrblie ponownie triumfowała w sprincie. Najlepsze wyniki osiągnęła w sezonie 1996/1997, kiedy była trzecia w klasyfikacji generalnej, za Magdaleną Forsberg ze Szwecji i swą rodaczką - Uschi Disl. Jednocześnie zajęła drugie miejsce w klasyfikacji sprintu i biegu pościgowego.
Podczas igrzysk olimpijskich w Lillehammer w 1994 roku wspólnie z Uschi Disl, Antje Misersky i Petrą Behle wywalczyła srebrny medal w sztafecie. Zajęła również ósme miejsce w sprincie i 36. miejsce w biegu indywidualnym. Podczas rozgrywanych rok później mistrzostw świata w Anterselvie zdobyła srebrny medal w biegu drużynowym, a razem z Disl, Harvey i Behle zwyciężyła w sztafecie. W obu tych konkurencjach zwyciężała na mistrzostwach świata w Ruhpolding w 1996 roku. Ponadto zwyciężała też w sztafetach na mistrzostwach świata w Osrblie w 1997 roku i rozgrywanych dwa lata później mistrzostwach świata w Kontiolahti/Oslo.
Po zakończeniu kariery sportowej w 2000 roku pracuje jako nauczycielka nauczania początkowego. Jej mężem jest były kombinator norweski Silvio Memm, z którym ma jedno dziecko.

## Osiągnięcia w biathlonie

### Igrzyska olimpijskie
| Rok  | Miejscowość | Konkurencje | Konkurencje | Konkurencje | Konkurencje | Konkurencje | Konkurencje | Konkurencje |
| Rok  | Miejscowość | IN          | SP          | PU          | MS          | RL          | MR          | SR          |
| ---- | ----------- | ----------- | ----------- | ----------- | ----------- | ----------- | ----------- | ----------- |
| 1994 | Lillehammer | 36.         | 8.          | nd.         | nd.         | 2.          | nd.         | –           |

### Mistrzostwa świata
| Rok  | Miejscowość      | Konkurencje | Konkurencje | Konkurencje | Konkurencje | Konkurencje | Konkurencje | Konkurencje |
| Rok  | Miejscowość      | IN          | SP          | PU          | MS          | RL          | MR          | SR          |
| ---- | ---------------- | ----------- | ----------- | ----------- | ----------- | ----------- | ----------- | ----------- |
| 1993 | Borowec          | 41.         | –           | nd.         | nd.         | –           | nd.         | –           |
| 1994 | Canmore          | nd.         | nd.         | nd.         | nd.         | nd.         | nd.         | –           |
| 1995 | Anterselva       | 12.         | 27.         | nd.         | nd.         | 1.          | nd.         | –           |
| 1996 | Ruhpolding       | 10.         | 10.         | nd.         | nd.         | 1.          | nd.         | –           |
| 1997 | Osrblie          | 14.         | 40.         | 19.         | nd.         | 1.          | nd.         | –           |
| 1999 | Kontiolahti/Oslo | –           | –           | –           | –           | 1.          | nd.         | –           |

### Puchar Świata

#### Miejsca w klasyfikacji końcowej
| Sezon     | Miejsce |
| --------- | ------- |
| 1992/1993 | 47.     |
| 1993/1994 | 6.      |
| 1994/1995 | 13.     |
| 1995/1996 | 16.     |
| 1996/1997 | 3.      |
| 1997/1998 | 44.     |
| 1998/1999 | 13.     |
| 1999/2000 | 54.     |

#### Miejsca na podium chronologicznie
| Lp. | Dzień        | Rok  | Miejscowość | Konkurencja                | Lokata | Pudła   | Czas biegu | Strata  | Zwycięzca          |
| --- | ------------ | ---- | ----------- | -------------------------- | ------ | ------- | ---------- | ------- | ------------------ |
| 1.  | 9 grudnia    | 1993 | Bad Gastein | Bieg indywidualny na 15 km | 3.     | 0+1+0+1 | 55:58,7    | +2:15,5 | Nathalie Santer    |
| 2.  | 8 grudnia    | 1994 | Bad Gastein | Bieg indywidualny na 15 km | 2.     | 0+2+0+0 | 53:21,3    | +22,6   | Anne Briand        |
| 3.  | 16 grudnia   | 1994 | Bad Gastein | Sprint na 7,5 km           | 1.     | 0+0     | 28:06,3    | –       | –                  |
| 4.  | 19 stycznia  | 1995 | Oberhof     | Bieg indywidualny na 15 km | 2.     | 0+1+0+1 | 53:42,4    | +16,5   | Uschi Disl         |
| 5.  | 14 marca     | 1995 | Hochfilzen  | Bieg indywidualny na 15 km | 1.     | 0+0+1+0 | 50:42,1    | –       | –                  |
| 6.  | 16 marca     | 1995 | Hochfilzen  | Sprint na 7,5 km           | 3.     | 0+0     | 25:05,1    | +1:00,9 | Soňa Mihoková      |
| 7.  | 30 listopada | 1996 | Lillehammer | Sprint na 7,5 km           | 2.     | 0+2     | 24:31,0    | +0,4    | Petra Behle        |
| 8.  | 1 grudnia    | 1996 | Lillehammer | Bieg pościgowy na 10 km    | 1.     | 1+0+1+1 | 34:38,8    | –       | –                  |
| 9.  | 12 grudnia   | 1996 | Oslo        | Sprint na 7,5 km           | 2.     | 0+1     | 22:49,1    | +2:22,1 | Uschi Disl         |
| 10. | 5 stycznia   | 1997 | Oberhof     | Bieg pościgowy na 10 km    | 2.     | 0+0+1+2 | 36:01,7    | +27,4   | Magdalena Forsberg |
| 11. | 9 stycznia   | 1997 | Ruhpolding  | Bieg indywidualny na 15 km | 2.     | 0+1+0+1 | 46:10,3    | +53,8   | Annette Sikveland  |
| 12. | 12 grudnia   | 1998 | Hochfilzen  | Bieg pościgowy na 10 km    | 3.     | 2+0+0+1 | 25:05,1    | +32,1   | Magdalena Forsberg |
| 13. | 19 grudnia   | 1998 | Osrblie     | Sprint na 7,5 km           | 1.     | 0+0     | 20:33,2    | –       | –                  |
| 14. | 20 grudnia   | 1998 | Osrblie     | Bieg pościgowy na 10 km    | 2.     | 0+0+2+1 | 31:26,5    | +13,3   | Uschi Disl         |

## Osiągnięcia w biegach narciarskich

### Igrzyska olimpijskie
| Miejsce | Dzień     | Rok  | Miejscowość | Konkurencja             | Czas biegu | Strata  | Zwyciężczyni     |
| ------- | --------- | ---- | ----------- | ----------------------- | ---------- | ------- | ---------------- |
| 21.     | 14 lutego | 1988 | Calgary     | 10 km stylem klasycznym | 30:08,3    | +1:44,7 | Vida Vencienė    |
| 5.      | 21 lutego | 1988 | Calgary     | Sztafeta 4 × 5 km       | 59:51,1    | +2:28,8 | ZSRR             |
| 15.     | 25 lutego | 1988 | Calgary     | 20 km stylem dowolnym   | 55:33,6    | +3:07,6 | Tamara Tichonowa |

### Mistrzostwa świata
| Miejsce | Dzień     | Rok  | Miejscowość | Konkurencja           | Czas biegu | Strata  | Zwyciężczyni        |
| ------- | --------- | ---- | ----------- | --------------------- | ---------- | ------- | ------------------- |
| 4.      | 18 lutego | 1987 | Oberstdorf  | Sztafeta 4 × 5 km     | 58:08,8    | +1:37,7 | ZSRR                |
| 15.     | 20 lutego | 1987 | Oberstdorf  | 20 km stylem dowolnym | 57:20,5    | +2:36,9 | Marie-Helene Westin |

### Mistrzostwa świata juniorów
| Miejsce | Dzień    | Rok  | Miejscowość | Konkurs               | Wynik   | Strata | Zwyciężczyni     |
| ------- | -------- | ---- | ----------- | --------------------- | ------- | ------ | ---------------- |
| 2.      | 6 lutego | 1987 | Asiago      | Sztafeta 3 × 5 km     | 41:26,9 | +16,5  | ZSRR             |
| 2.      | 8 lutego | 1987 | Asiago      | 15 km stylem dowolnym | 39:59,0 | ?      | Jelena Trubicyna |

### Puchar Świata

#### Miejsca w klasyfikacji generalnej
- sezon 1986/1987: 30.
- sezon 1987/1988: 8.

#### Miejsca na podium chronologicznie
| Nr | Dzień       | Rok  | Miejscowość | Konkurencja           | Czas biegu | Strata | Miejsce | Zwycięzca       |
| -- | ----------- | ---- | ----------- | --------------------- | ---------- | ------ | ------- | --------------- |
| 1. | 13 grudnia  | 1987 | Clusaz      | 5 km stylem dowolnym  | ?          | ?      | 3.      | Marianne Dahlmo |
| 2. | 15 stycznia | 1988 | Toblach     | 20 km stylem dowolnym | ?          | -      | 1.      | -               |